# Itapejara d'Oeste
Itapejara d'Oeste is een gemeente in de Braziliaanse deelstaat Paraná. De gemeente telt 11.270 inwoners (schatting 2009).

## Aangrenzende gemeenten
De gemeente grenst aan Bom Sucesso do Sul, Coronel Vivida, Francisco Beltrão, Pato Branco, São João en Verê.